# John R. Schmidhauser

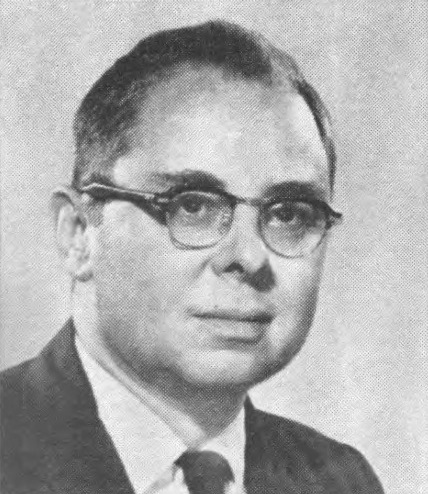
John R. Schmidhauser (1965)

John Richard Schmidhauser (* 3. Januar 1922 in der Bronx, New York City; † 21. Februar 2018 in Santa Barbara, Kalifornien) war ein US-amerikanischer Politiker und Politikwissenschaftler. Zwischen 1965 und 1967 vertrat er den Bundesstaat Iowa im US-Repräsentantenhaus.

## Werdegang
Nach dem Besuch Grundschule nahm Schmidhauser als Soldat der US-Marine am  Zweiten Weltkrieg teil. Danach studierte er bis 1949 an der University of Delaware in Newark und anschließend bis 1954 an der University of Virginia in Charlottesville unter anderem Philosophie. Von 1954 bis 1965 hielt er Vorlesungen an der University of Iowa in Iowa City. Dort wurde er als  Professor angestellt.
Politisch schloss sich Schmidhauser der Demokratischen Partei an. 1964 wurde er im ersten Wahlbezirk von Iowa in das US-Repräsentantenhaus in Washington, D.C. gewählt. Dort trat er am 3. Januar 1965 die Nachfolge des Republikaners Fred Schwengel an, den er bei den Wahlen geschlagen hatte. Da er aber bei den folgenden Wahlen im Jahr 1966 wieder gegen Schwengel verlor, konnte er bis zum 3. Januar 1967 nur eine Legislaturperiode im Kongress absolvieren.
Nach dem Ende seiner Zeit im Repräsentantenhaus war John Schmidhauser von 1967 bis 1973 wieder als Professor an der University of Iowa tätig. Im Jahr 1972 strebte er erfolglos die Nominierung seiner Partei für die Kongresswahlen an. Zwischen 1973 und 1992 war er Professor an der University of Southern California in Los Angeles. Dort wurde er zuletzt als emeritierter Professor geführt. In den 1980er Jahren hielt Schmidhauser neben seiner Tätigkeit in Los Angeles auch für kurze Zeit an verschiedenen anderen Universitäten Vorlesungen.